# Norrsjön (Ljungs socken, Östergötland)
Norrsjön är en sjö i Linköpings kommun i Östergötland och ingår i Motala ströms huvudavrinningsområde. Sjön har en area på 0,0921 kvadratkilometer och ligger 73,1 meter över havet.

## Delavrinningsområde
Norrsjön ingår i det delavrinningsområde (650157-147833) som SMHI kallar för Mynnar i Stora Tron. Medelhöjden är 74 meter över havet och ytan är 48,97 kvadratkilometer. Räknas de 2 avrinningsområdena uppströms in blir den ackumulerade arean 58,36 kvadratkilometer. Trosbyån som avvattnar avrinningsområdet har biflödesordning 3, vilket innebär att vattnet flödar genom totalt 3 vattendrag innan det når havet efter 65 kilometer. Avrinningsområdet består mestadels av skog (77 procent) och öppen mark (10 procent). Avrinningsområdet har 0,68 kvadratkilometer vattenytor vilket ger det en sjöprocent på 1,4 procent.